# Broichhausen (Rhein-Berg)

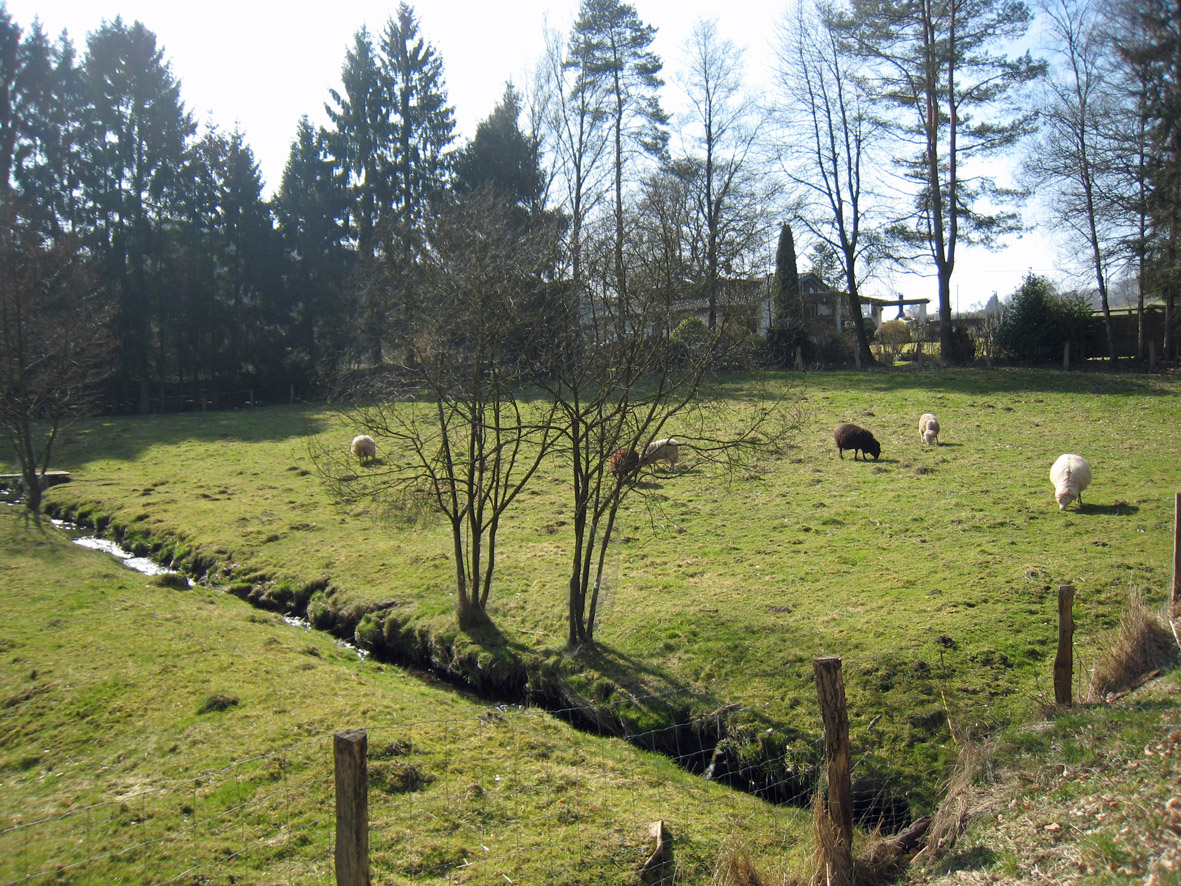
(Ober)-Broichhausen (Bergisch Gladbach) im Mündungsbereich des Silberkauler Siefens

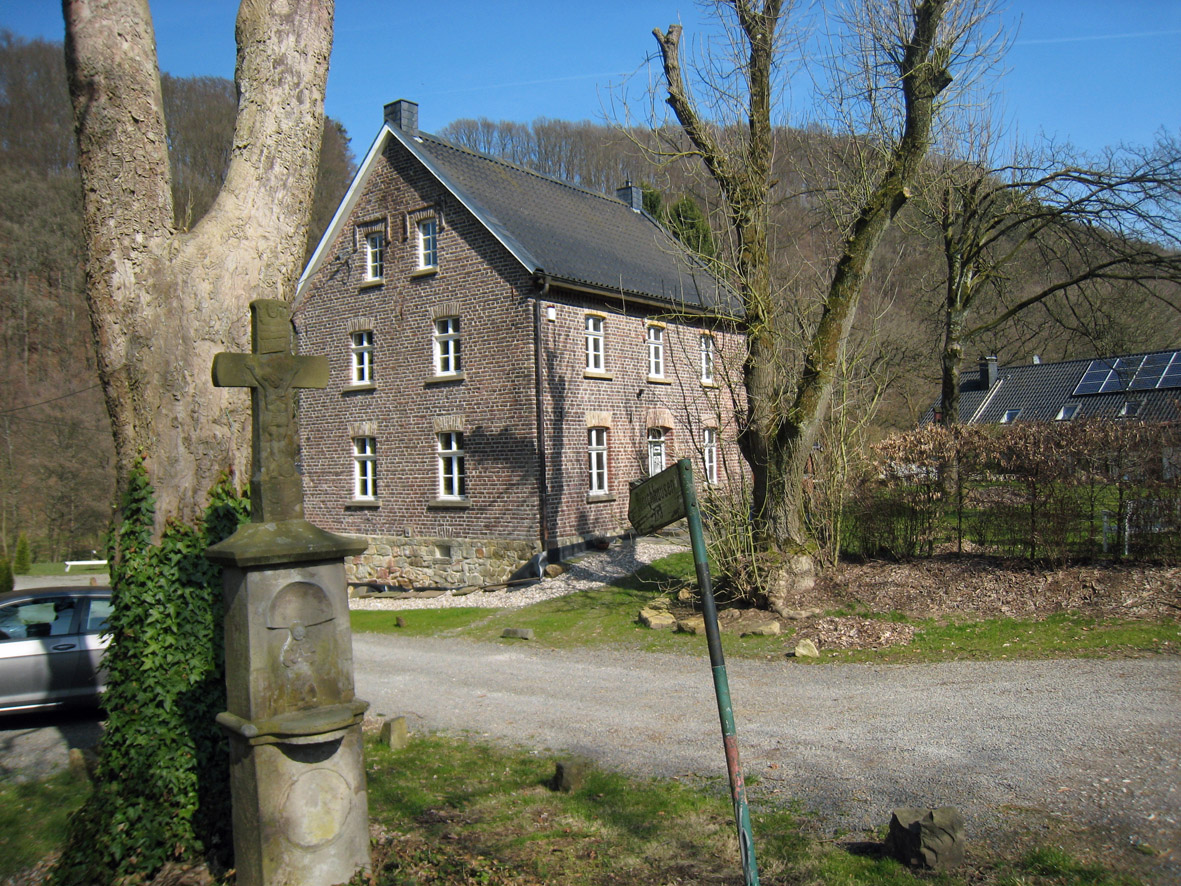
(Unter)-Broichhausen (Kürten), altes Haus mit Wegekreuz

Broichhausen ist eine Ortschaft, die sowohl Teile im Stadtgebiet von Bergisch Gladbach als auch im Gemeindegebiet von Kürten hat.

## Ortsbeschreibung

### Broichhausen (Bergisch Gladbach)
Der kleinere Teil der Ortschaft Broichhausen liegt südlich Landstraße 298 auf dem Gebiet des Stadtteils Bärbroich in Bergisch Gladbach. Man nennt diesen Teil auch Oberbroichhausen.

### Broichhausen (Kürten)
Der größere und ältere Teil der Ortschaft Broichhausen (Kürten) liegt nördlich der Landstraße 298 auf dem Gebiet der Gemeinde Kürten. Man nennt diesen Teil auch Unterbroichhausen. Hier mündet der Silberkauler Siefen in den Dürschbach.

## Geschichte
Die Siedlung Broichhausen geht auf einen mittelalterlichen Weiler zurück. Er wurde erstmals 1356 urkundlich als „Brohusen“ erwähnt. Im Urkataster wird die Siedlung im Plural mit der Endung „hausen“ erwähnt, woraus zu schließen ist, dass es sich anfänglich um eine Sammelsiedlung mit mehreren Hofstellen gehandelt hat.
Laut der Uebersicht des Regierungs-Bezirks Cöln besaß der als „Bauergüter“ und Mühle kategorisierte Ort 1845 zwei Wohnhäuser. Zu dieser Zeit lebten 19 Einwohner im Ort, alle katholischen Glaubens. In der Aufstellung des Königreichs Preußen für die Volkszählung 1885 wurde Broichhausen aufgezählt als Wohnplatz der Landgemeinde Bensberg im Kreis Mülheim am Rhein. Zu dieser Zeit wurden 7 Wohnhäuser mit 40 Einwohnern gezählt. 1905 standen hier zehn Gebäude mit 55 Bewohnern.
Die Broichhausener Mühle wurde mit Wasser des Silberkauler Siefens angetrieben. Sie war bis 1957 noch in Betrieb. Einige Zeit später wurde sie von einem Bulldozer eingeebnet. Erhalten geblieben sind Teile der Grundmauern und Teile des Mühlenschachts, von dem aus das Mühlrad angetrieben wurde.